# Очисні споруди

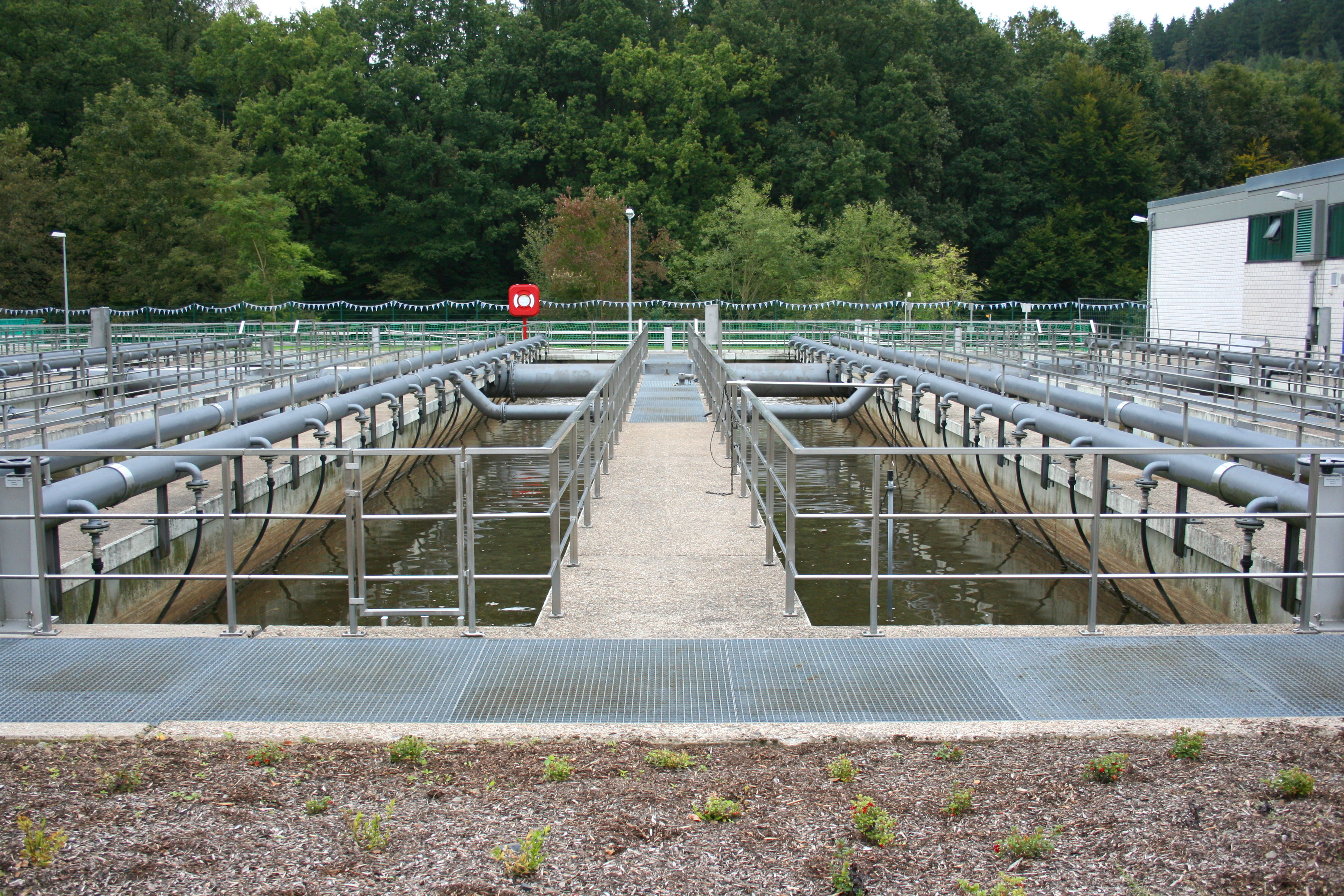
Очисні споруди

Очисні́ спору́ди (англ. sewage treatment plant, нім. Kläranlagen f pl, Reinigungsanlagen f pl) — інженерні споруди для очищення, знешкодження й знезараження стічних вод.
До очисних споруд належать аеротенки, аерофільтри, біофільтри, септики, відстійники, метантенки, ґратки-дробарки, піско-, нафто-, жиро- і масловловлювачі тощо.

## Атмосферне забруднення
Поля аерації, приміщення грубої очистки стічних вод, мулові басейни є забрудниками повітря навколишнього середовища та джерелами зловонних газів. Зловоння від очисних споруд пояснюється наявністю в повітрі в основному наступних сполук:
- Сірководень
- Метилмеркаптан(інші мови)
- Етилмеркаптан
- Диметилсульфід
- Диметилдисульфід(інші мови)
- Аміак